# Albertinaplatz
L'Albertinaplatz est une place de Vienne, dans l'Innere Stadt. Elle est baptisée en 1934 à cause de sa proximité avec le musée Albertina, dans le palais de l'archiduc Albert. Une partie de la place agrandie de 1947 est nommée en 2009 Helmut-Zilk-Platz.

## Géographie
L'Albertinaplatz est située à une intersection où six rues ou ruelles se rejoignent. L'Albertina est au 1 Augustinerstraße. L'arrière du Wiener Staatsoper se situe au nord-ouest de la place : au Maysedergasse 5 (Café Mozart) et au Philharmonikerstraße 6.
L'Albertinaplatz est un carrefour automobile important. En 1972, après que le Ring et le Franz-Josefs-Kai deviennent à sens unique dans le sens des aiguilles d'une montre, le tracé Augustinerstraße-Albertinaplatz-Operngasse ou Augustinerstraße-Albertinaplatz-Philharmonikerstraße-Walfischgasse sera en sens inverse. Dans les années 1980, ce trafic de transit régional s'arrête à la Michaelerplatz. Lorsqu'on est cycliste, l'Albertinaplatz est importante comme lien entre Augustinerstraße et Operngasse, elle fait partie d'une piste dans l'Innere Stadt. Le seul transport en commun sur l'Albertinaplatz est jusqu'au 15 janvier 2012, la ligne de bus 3A, qui traverse la vieille ville de Schottenring à Schwarzenbergplatz (de) ; Depuis le 16 janvier 2012, il s'agit de la ligne de bus 2A, qui part de la station de métro Neubaugasse, passe par le Museumsquartier, le Hofburg et l'Albertinaplatz et va jusqu'à Schwarzenbergplatz.

## Histoire
Après la décision de l'empereur François-Joseph, publiée en 1857, de démolir l'enceinte de Vienne et d'ériger le Ring avec de nouveaux édifices environnants à sa place, la région est grandement modifiée : de 1858 à 1863 l'Augustinerbastei est réduit, on démolit le Theater am Kärntnertor en 1870 et le Bürgerspital en 1873. À leurs places émergent des bâtiments résidentiels et commerciaux ainsi que l'Albrechtsbrunnen. On construit le Wiener Staatsoper de 1861 à 1868 puis le Philipphof en 1884.
La petite place nouvellement créée au carrefour des rues environnantes est nommée en 1877 d'après le palais de l'archiduc Albert. En 1896, Viktor Tilgner érige le monument à Mozart sur l'Albrechtsplatz (en face des maisons Albertinaplatz 2 et 3), qui se trouve dans le Burggarten depuis 1953. En 1899, Caspar von Zumbusch crée la grande statue équestre du monument de l'archiduc Albert contre la bastei.
Au moment de Vienne la rouge, la place a pour nom Revolutionsplatz puis lors de l'austrofascisme devient l'Albertinaplatz.
Le 12 mars 1945, les environs de l'Albertinaplatz sont dévastés par les bombardements. Le Philipphof a un grand abri anti-aérien dans lequel beaucoup de gens fuient. Ce jour-là, le Philipphof est touché et détruit, environ 300 personnes meurent dans l'abri anti-aérien. Puisque seulement environ 150 corps ont pu être récupérés, il est décidé de ne plus occuper l'endroit.
Par respect pour les victimes, dont les corps sont restés, on déclare la lieu inconstructible, ce qui fait agrandir l'Albertinaplatz. Il fait place à un espace vert en 1973. La ville de Vienne commande à Alfred Hrdlicka un monument contre la guerre et le fascisme inauguré en 1988 par le maire Helmut Zilk. En 2009, la place autour du monument est baptisé Helmut-Zilk-Platz.

## Bâtiments

### N°2-3: Bâtiment résidentiel et commercial
Construit en 1873 par Anton Baumgarten (de), la maison historiciste sur deux sites dans les formes de le style néo-Renaissance de Vienne a des entrées sur trois côtés et a pour adresse principale Philharmonikerstraße 6. (Dans les étages supérieurs, il y a des chambres de l'hôtel Sacher, donc il n'y a pas d'accès aux escaliers de l'Albertinaplatz.) La maison n°2 abrite le Café Mozart. Après la construction du nouveau bâtiment, un café ouvre de nouveau, dans lequel se retrouvent les membres de l'opéra. En 1929, il prend ce nom à cause du monument à Mozart. Au n°3, il y a le magasin de vêtements traditionnels Wilhelm Jungmann & Neffe (de), qui est classé comme un patrimoine historique en raison de sa décoration intérieure.

### Albrechtsbrunnen
La fontaine contre le palais de l'archiduc Albert est construite de 1864 à 1869 selon les plans de Moritz von Loehr. Les allégories de Danubius et Vindobona sont de Johann Meixner.

## Source de la traduction
- (de) Cet article est partiellement ou en totalité issu de l’article de Wikipédia en allemand intitulé « Albertinaplatz » (voir la liste des auteurs).